# Distrito de Otokuni
El distrito de Otokuni (乙訓郡 Otokuni-gun?) es un distrito localizado en la prefectura de Kioto, Japón. En junio de 2019 tenía una población de 15.709 habitantes y una densidad de población de 2.631 personas por km². Su área total es de 5,97 km².

## Localidades
- Ōyamazaki